# Lázaro Dalcourt
Lázaro Dalcourt Martínez (né le 25 avril 1971) est un ex footballeur cubain, qui jouait au poste de milieu de terrain.

## Biographie

### Club
Dalcourt est très proche de signer à l'Olympique de Marseille qui fait une offre pour lui en 1998. Il passe les tests médicaux, mais son transfert est avorté par les dirigeants de son club de Pinar del Río,.
Il fait partie des 15 joueurs cubains prêtés au Bonner SC (D4 allemande) lors de la saison 1998-99.

### Sélection
Avec 21 buts marqués (en 73 sélections), Dalcourt est le deuxième meilleur buteur cubain en équipe nationale, derrière Léster Moré (29 buts).
Il participe à trois Gold Cup (quart-de-finaliste en 2003) et dispute avec son pays les qualifications pour les Coupes du monde de 1998 et 2002.

#### Buts en sélection
| Buts en sélection de Lázaro Dalcourt (liste partielle) | Buts en sélection de Lázaro Dalcourt (liste partielle) | Buts en sélection de Lázaro Dalcourt (liste partielle)     | Buts en sélection de Lázaro Dalcourt (liste partielle) | Buts en sélection de Lázaro Dalcourt (liste partielle) | Buts en sélection de Lázaro Dalcourt (liste partielle) | Buts en sélection de Lázaro Dalcourt (liste partielle) |
|                                                        | Date                                                   | Lieu                                                       | Adversaire                                             | Score                                                  | Résultat                                               | Compétition                                            |
| ------------------------------------------------------ | ------------------------------------------------------ | ---------------------------------------------------------- | ------------------------------------------------------ | ------------------------------------------------------ | ------------------------------------------------------ | ------------------------------------------------------ |
| 1.                                                     | 23 juillet 1995                                        | Independence Park, Kingston (Jamaïque)                     | Sainte-Lucie                                           | 1-0                                                    | 2-0                                                    | CAR 1995                                               |
| 2.                                                     | 23 juillet 1995                                        | Independence Park, Kingston (Jamaïque)                     | Sainte-Lucie                                           | 2-0                                                    | 2-0                                                    | CAR 1995                                               |
| 3.                                                     | 30 juillet 1995                                        | Truman Bodden Sports Complex, George Town (Îles Caïmans)   | Îles Caïmans                                           |                                                        | 3-0                                                    | CAR 1995                                               |
| 4.                                                     | 14 janvier 1996                                        | Independence Park, Kingston (Jamaïque)                     | Jamaïque                                               | 1-1                                                    | 1-1                                                    | Amical                                                 |
| 5.                                                     | 12 mai 1996                                            | Truman Bodden Sports Complex, George Town (Îles Caïmans)   | Îles Caïmans                                           | 1-0                                                    | 1-0                                                    | QCM 1998                                               |
| 6.                                                     | 14 mai 1996                                            | Truman Bodden Sports Complex, George Town (Îles Caïmans)   | Îles Caïmans                                           | 3-0                                                    | 5-0                                                    | QCM 1998                                               |
| 7.                                                     | 14 mai 1996                                            | Truman Bodden Sports Complex, George Town (Îles Caïmans)   | Îles Caïmans                                           | 4-0                                                    | 5-0                                                    | QCM 1998                                               |
| 8.                                                     | 27 mai 1996                                            | Hasely Crawford Stadium, Port of Spain (Trinité-et-Tobago) | Martinique                                             | 1-0                                                    | 1-0                                                    | CAR 1996                                               |
| 9.                                                     | 3 juin 1996                                            | Manny Ramjohn Stadium, Port of Spain (Trinité-et-Tobago)   | Suriname                                               | 1-0                                                    | 4-0                                                    | CAR 1996                                               |
| 10.                                                    | 3 juin 1996                                            | Hasely Crawford Stadium, Port of Spain (Trinité-et-Tobago) | Suriname                                               | 2-0                                                    | 4-0                                                    | CAR 1996                                               |
| 11.                                                    | 10 juin 1996                                           | Hasely Crawford Stadium, Port of Spain (Trinité-et-Tobago) | Haïti                                                  | 3-0                                                    | 6-1                                                    | QCM 1998                                               |
| 12.                                                    | 10 juin 1996                                           | Hasely Crawford Stadium, Port of Spain (Trinité-et-Tobago) | Haïti                                                  | 4-0                                                    | 6-1                                                    | QCM 1998                                               |
| 13.                                                    | 10 juin 1996                                           | Hasely Crawford Stadium, Port of Spain (Trinité-et-Tobago) | Haïti                                                  | 5-0                                                    | 6-1                                                    | QCM 1998                                               |
| 14.                                                    | 5 mai 1999                                             | Bermuda National Stadium, Hamilton (Bermudes)              | Îles Caïmans                                           |                                                        | 4-1                                                    | CAR 1999                                               |
| 15.                                                    | 27 novembre 2002                                       | Truman Bodden Sports Complex, George Town (Îles Caïmans)   | Îles Caïmans                                           | 4-0                                                    | 5-0                                                    | QGC 1993                                               |
| 16.                                                    | 29 novembre 2002                                       | Truman Bodden Sports Complex, George Town (Îles Caïmans)   | Martinique                                             | 2-1                                                    | 2-1                                                    | QGC 1993                                               |
| 17.                                                    | 26 mars 2003                                           | Hasely Crawford Stadium, Port of Spain (Trinité-et-Tobago) | Guadeloupe                                             | 2-0                                                    | 3-2                                                    | QGC 1993                                               |

NB : Les scores sont affichés sans tenir compte du sens conventionnel en cas de match à l'extérieur (Cuba-Adversaire)